# Eric Christmas
Eric Cuthbert Christmas (* 19. März 1916 in London, England; † 22. Juli 2000 in Camarillo, Kalifornien) war ein britischer Schauspieler.

## Leben und Karriere
Eric Christmas studierte Schauspielerei an der Royal Academy of Dramatic Art in London. Anschließend spielte er am West End eine größere Rolle in Noël Cowards Stück Bitter Sweet. Während des Zweiten Weltkrieges war er bei der Royal Air Force im Dienst, wo er aber auch seiner Tätigkeit als Schauspieler weiter nachging und mehrere Aufführungen organisierte. 1948 siedelte Christmas von England nach Kanada über, wo er zunächst als Fotograf arbeiten musste, um sich über Wasser zu halten. In den 1950er-Jahren spielte er unter anderem in Theatershows und Fernsehsendungen an der Seite der Komiker Johnny Wayne und Frank Shuster, dabei verkörperte Christmas etwa die Rolle der Madam Hooperdink. Er hatte ebenfalls eine eigene Show namens Christmas is Coming, mit der er durch Kanada reiste. Schließlich konnte er in Kanada Fuß fassen und spielte in einigen der renommiertesten Theaterhäusern des Landes. Über drei Jahrzehnte spielte er auch immer wieder Theater in Produktionen am Canada's Stratford Festival.
Obwohl Christmas bereits zuvor immer wieder Rollen im Fernsehen übernommen hatte, nahm seine Film- und Fernsehkarriere erst Anfang der 1970er-Jahre an Fahrt auf. In der Folge verkörperte der weißhaarige, kleine Charakterdarsteller immer wieder würdevolle Figuren wie Pfarrer, Richter, Priester oder Väter in Nebenrollen. Zu seinen bekanntesten Kinorollen zählen der empörte Priester im Filmklassiker Harold und Maude (1971) neben Ruth Gordon, der Wissenschaftler Dr. Longstreet im Science-Fiction-Film Das Philadelphia Experiment (1984), der alte Anwalt in der Filmkomödie Mäusejagd (1997) sowie der ernsthafte, aber gerechte Richter Cranfield im Kinderfilm Air Bud – Champion auf vier Pfoten (1997). In der dreiteiligen Teenagerkomödien-Filmreihe Porky’s verkörperte Christmas den Schulleiter Mr. Carter. Neben seinen Filmauftritten spielte er auch Gastrollen in Serien wie Bonanza, Die Leute von der Shiloh Ranch, Columbo, Alf und Akte X. In der Fernsehserie Cheers übernahm er zwischen 1988 und 1991 in einigen Folgen die Rolle des Father Barry. Im Jahre 1998 zog er sich aus dem Schauspielgeschäft zurück.
In späteren Jahren unterrichtete Eric Christmas auch als Schauspiellehrer an der University of California in San Diego. Der Schauspieler war dreimal verheiratet und hatte vier Kinder. Er verstarb 2000 im Alter von 84 Jahren in Kalifornien.

## Filmografie (Auswahl)
- 1939: More Fun and Games! (Pionier-Fernsehfilm)
- 1954–1959: General Motors Theatre (Fernsehserie, 9 Folgen)
- 1955–1958: The Wayne & Shuster Show (Fernsehserie, 10 Folgen)
- 1961: Macbeth (Fernsehfilm)
- 1961–1963: Festival (Fernsehserie, 6 Folgen)
- 1969: The Name of the Game (Fernsehserie, Folge 1x26)
- 1969: Bonanza (Fernsehserie, Folge 11x11)
- 1970: Monte Walsh
- 1970/1971: FBI (The F.B.I., Fernsehserie, 2 Folgen)
- 1971: Andromeda – Tödlicher Staub aus dem All (The Andromeda Strain)
- 1971: Die Leute von der Shiloh Ranch (The Virginian, Fernsehserie, 3 Folgen)
- 1971: Johnny zieht in den Krieg (Johnny Got His Gun)
- 1971: Cannon (Fernsehserie, Folge 1x09)
- 1971: Harold und Maude (Harold and Maude)
- 1972: Ein Sheriff in New York (McCloud, Fernsehserie, Folge 2x07)
- 1972: The Sandy Duncan Show (Fernsehserie, 7 Folgen)
- 1974: Columbo: Meine Tote – Deine Tote (Fernsehserie, Folge 3x08 A Friend in Deed)
- 1974: Harry O (Fernsehserie, 2 Folgen)
- 1975: Die Straßen von San Francisco (The Streets of San Francisco, Fernsehserie, Folge 3x16)
- 1975: Kojak – Einsatz in Manhattan (Kojak, Fernsehserie, Folge 2x20)
- 1975: McMillan & Wife (Fernsehserie, Folge 4x06)
- 1976: Der letzte Tycoon (The Last Tycoon)
- 1978: Ein Feind des Volkes (An Enemy of the People)
- 1978: Die Zwei mit dem Dreh (Switch, Fernsehserie, Folge 3x20)
- 1978: Angriff der Killertomaten (Attack of the Killer Tomatoes)
- 1980: Das Grauen (The Changeling)
- 1980: Die Hollywood Gang (The Hollywood Knights)
- 1981: Porky’s
- 1983: Unsere kleine Farm (Little House on the Prairie, Fernsehserie, Folge 9x19)
- 1983: Porky’s II – Der Tag danach (Porky’s II: The Next Day)
- 1984: Das Philadelphia Experiment (The Philadelphia Experiment)
- 1984: Solo für 2 (All of Me)
- 1984: Trapper John, M.D. (Fernsehserie, Folge 6x02)
- 1985: Porky's Rache (Porky’s Revenge!)
- 1985: Die Spezialisten unterwegs (Misfits of Science, Fernsehserie, Folge 1x01)
- 1986: Chefarzt Dr. Westphall (St. Elsewhere, Fernsehserie, Folge 4x21 Auf Freiersfüßen)
- 1986: Eine total verrückte Formel (Happy Hour)
- 1987: CBS Summer Playhouse (Fernsehserie, Folge 1x03)
- 1987: Kampf gegen die Mafia (Wiseguy, Fernsehserie, 5 Folgen)
- 1987: Hart, aber schmerzlich (Home Is Where the Hart Is)
- 1988: Feuersturm und Asche (War and Remembrance, Miniserie, 2 Folgen)
- 1988–1991: Cheers (Fernsehserie, 4 Folgen)
- 1989: Murphy Brown (Fernsehserie, Folge 1x21)
- 1989–1990: Generations (Fernsehserie, 5 Folgen)
- 1990: Alf (Fernsehserie, Folge 4x19 Die Seniorenparty)
- 1990: Ein gesegnetes Team (Father Dowling Mysteries, Fernsehserie, Folge 2x11)
- 1990/1991: Harrys wundersames Strafgericht (Night Court, Fernsehserie, 2 Folgen)
- 1991: Der Prinz von Bel-Air (The Fresh Prince of Bel-Air, Fernsehserie, Folge 2x04)
- 1991: Hör mal, wer da hämmert (Home Improvement, Fernsehserie, Folge 1x03)
- 1991: Der perfekte Mord (Dead in the Water, Fernsehfilm)
- 1991: Bugsy
- 1992: Matlock (Fernsehserie, 2 Folgen)
- 1992: Überflieger (Wings, Fernsehserie, Folge 3x18)
- 1992: Jake und McCabe – Durch dick und dünn (Jake and the Fatman, Fernsehserie, Folge 5x17)
- 1992: Nicht ohne meine Mutter (Room for Two, Fernsehserie, Folge 1x09)
- 1992: Hallo Schwester! (Nurses, Fernsehserie, Folge 2x06)
- 1993: Delta (Fernsehserie, Folge 1x16)
- 1993: Hol' die Mama aus dem Sarg! (Ed and His Dead Mother)
- 1993: Alex III – Der Schnüffler mit der goldenen Nase (Staying Afloat, Fernsehfilm)
- 1993: Harrys Nest (Empty Nest, Fernsehserie, 2 Folgen)
- 1993–1994: Nachtschicht mit John (The John Larroquette Show, Fernsehserie, 2 Folgen)
- 1994: L.A. Law – Staranwälte, Tricks, Prozesse (L.A. Law, Fernsehserie, Folge 8x15)
- 1994: Die nackte Kanone 33⅓ (Naked Gun 33⅓: The Final Insult)
- 1994: Almost Dead – Am Rande des Wahnsinns (Almost Dead)
- 1994: Akte X – Die unheimlichen Fälle des FBI (The X-Files, Fernsehserie, Folge 2x11 Excelsis Dei)
- 1995: Roseanne (Fernsehserie, Folge 7x19 Alles über Rosie – Teil 1)
- 1995: American Masters (Fernsehserie, Folge 9x04)
- 1995: Walker, Texas Ranger (Fernsehserie, Folge 3x19)
- 1995: Verrückt nach dir (Mad About You, Fernsehserie, Folge 4x05)
- 1995: Seinfeld (Fernsehserie, Folge 7x10 Kaugummi aus China)
- 1995–1996: Zeit der Sehnsucht (Days of Our Lives, Fernsehserie, 54 Folgen)
- 1995–1996: Mit Herz und Scherz (Coach, Fernsehserie, 2 Folgen)
- 1996: Emergency Room – Die Notaufnahme (ER, Fernsehserie, Folge 3x02 Die Jagd ist eröffnet)
- 1997: Air Bud – Champion auf vier Pfoten (Air Bud)
- 1997: Ein Mountie in Chicago (Due South, Fernsehserie, Folge 3x08)
- 1997: Mäusejagd (Mouse Hunt)
- 1997–1998: Ein schrecklich nettes Haus (In the House, Fernsehserie, 3 Folgen)
- 1998/2000: Ally McBeal (Fernsehserie, 2 Folgen)

## Auszeichnungen
- 1961: Clarence Derwent Award für Little Moon of Alba